# 多贝多-德尔拉戈
多贝多-德尔拉戈（義大利語：Doberdò del Lago），是意大利弗留利-威尼斯朱利亚大区戈里齐亚省的一个市镇。总面积26.85平方公里，人口1472人，人口密度54.8人/平方公里（2009年）。ISTAT代码为031003。